# جو روسي (مدرب رياضي)
جو روسي (بالإنجليزية: Joe Rossi)‏ هو مدرب رياضي أمريكي، ولد في 5 أبريل 1979 في بيتسبرغ في الولايات المتحدة.